# Ромарио
Ромарио де Соуза Фарија (порт. Romário de Souza Faria; Рио де Женеиро, 29. јануар 1966) је бивши бразилски фудбалер и политичар. Био је члан репрезентације која је освојила Светско првенство 1994.
Изабран је за Најбољег фудбалера године и добио Златну лопту 1994. године, а изабран је и за члана ФИФА Дрим тима. Пеле га је уврстио на листу 125 највећих живих фудбалера — ФИФА 100. Познат је и као један од ретких играча који су премашили цифру од 1000 погодака.

## Клупска каријера
Рођен у породици скромног порекла, Ромарио је примећен у детињству док је играо за Оларију, мали клуб из предграђа Рио де Жанеира. Одведен је у јуниорски тим ФК Васко да Гаме где је освојио две титуле државне лиге (1987, 1988) и добио прве позиве у национални тим. Ромарио је привукао међународну пажњу када је постао најбољи стрелац на Олимпијском фудбалском турниру 1988.

### 1988–1993 ПСВ Ајндховен
Убрзо након Олимпијаде прешао је у ПСВ Ајндховен, где је освојио Ередивизију 1989, 1991 . и 1992.  Познат по својој способности да делује у скученом простору за шеснаестерце, Ромарио је постигао 165 голова у 167 утакмица у пет сезона у ПСВ-у.
Вођен непоколебљивом вером у своје способности, Ромариов опуштени манир и огромно самопоуздање показивали би се током његове каријере, а Гус Хидинк, његов тренер у ПСВ-у, изјавио је: „Кад би видео да сам мало нервознији него иначе, напред на великој утакмици, долазио би до мене и рекао: 'Смири се, тренеру, даћу гол и идемо на победу'. Оно што је невероватно је да је осам од десет пута колико ми је то рекао, заиста постигао гол и заиста смо победили.“

### 1993–1995 ФК Барселона
Ромарио је прешао у шпанску Барселону за сезону 1993–94 и постао део „Дрим тима“ Јохана Кројфа, у којем су, заједно са играчима као што су Христо Стоичков, везни играчи Хозе Мари Бакеро и Михаел Лаудруп и дефанзивац Роналд Куман, помогао је клубу да освоји титулу у Ла Лиги, док је постао најбољи стрелац сезоне са 30 голова у 33 меча.  Барселона је такође стигла до финала УЕФА Лиге шампиона 1994. где је, упркос томе што су били велики фаворити за победу, на крају изгубила од Милана са 0-4. У току финала шпанске новине су већ прогласиле Барселону за победника, док је Кројф рекао свом тиму: „Бољи сте од њих, победићете“. Пошто су Ромарио и Стоичков предводили напад Барселоне, дефанзивац Милана Паоло Малдини признао је да је његов тим аутсајдер, али су били подстакнути оним што су сматрали ароганцијом Барселоне. Један члан особља Барселоне признао је да је Барселона била самозадовољна: „Отишли смо тамо да покупимо пехар, а не да се такмичимо за њега“.
Једна од најбољих Ромариових погодака био хет-трик у незаборавној победи над Реал Мадридом од 5 : 0 у Ел Класику на Камп Ноу, са спектакуларним почетним голом. Његов каријерни врхунац за Барселону у УЕФА Лиги шампиона био је у две утакмице против ФК Манчестер јунајтед, где је погодио Петера Шмејхела да постигне гол на Олд Трафорду, и поново постигао гол у победи од 4:0 на Камп Ноу пред 114.000 навијача. Осврћући се на утакмицу на Камп Ноу, капитен Манчестер јунајтеда Стив Брус, који је играо у одбрани те вечери, каже: „Од свих сјајних ствари које су се десиле током моје каријере, оно што највише истиче је то вече јер смо добили наше позади су шутирали у великом стилу. Стоичков и Ромарио су ми још увек урезани у памћење, посебно Ромарио, који је вероватно био најбољи играч са којим сам се икада суочио.“
Ромарио је 1994. године проглашен за најбољег играча године ФИФА, након што је био другопласирани 1993.  Иако је био хваљен због својих наступа, Ромарио је био склон контроверзама. Ромарио је неочекивано напустио Барселону у јануару 1995. након што се разишао са тренером Кројфом.

### 1995–1999 Фламенго и Валенсија
Године 1995. Ромарио се вратио у Бразил да игра за Фламенго и тамо је провео пет година, искључујући два краткотрајна повратка у Шпанију током тог периода. Током утакмице Копа либертадорес против аргентинског тима 1995. године, Ромарио је шутнуо противничког дефанзивца у груди у знак одмазде за ударац свом саиграчу Едмунду. Почео је сезону 1996/97 у шпанском клубу Валенсији, али након жестоких расправа са тадашњим главним тренером Луисом Арагонесом убрзо је враћен на позајмицу Фламенгу.
Ромарио се вратио у Валенсију на почетку сезоне 1997/98 . Пошто њихов нови тренер Клаудио Ранијери тврди да не жели да било који играч остане у клубу против њихове воље, Ромарио је, наводећи да му је потребна добра припрема за Светско првенство у Француској, заувек напустио Валенсију након што је одиграо само шест првенствених утакмица у сезона; поново се вратио у Фламенго.

### 2000–2005 Васко и Флуминенсе
Ромарио се поново придружио Васку да Гами 2000. и поново се повезао са колегом интернационалним нападачем Едмундом. Формирали су успешно спортско партнерство, два нападача довела су Васка до финала ФИФА Светског првенства за клубове 2000. године, а Ромарио је завршио као најбољи стрелац са три гола. Најзапаженији учинак овог пара био је пораз од европског шампиона Манчестер јунајтеда резултатом 3-1 на стадиону Маракана, где је Ромарио постигао два гола у три минута првог полувремена, а Едмундо је додао трећину пре полувремена. Пошто се претходно добро слагао у Фламенгу, нестални Едмундо је постао љубоморан на Ромаријеве привилегије, рекавши да је клуб „двор, Ромарио принц и [председник клуба] Еурико Мирандо краљ“. После Васкове победе неколико дана касније, Ромарио је одговорио: „Сада је двор срећан: краљ, принц и дворска луда [Едмундо]“.
Са 34 године старости, Ромарио је имао једну од најбољих сезона у каријери док је са Васком освојио Куп Меркосур и титулу првака Бразила  Ромарио је био кључан у финалу Меркосура у којем се Васко суочио са бразилским ривалом Палмеирасом из Сао Паула . Након прва два меча, одлучујући трећи одиграо се у Сао Паулу. Палмеирас је повео са 3-0 пре полувремена. У другом полувремену, међутим, Васко је постигао четири гола, укључујући и Ромариов победнички гол у надокнади времена, чиме је завршио његов хет-трик. Ромарио је добио и награду за најбољег фудбалера године у Јужној Америци и Бразилу. Сезону 2000. и 2001. завршио је као најбољи стрелац бразилске лиге.
Од 2002. до 2004. играо је за Флуминенсе. У фебруару 2003, Ромарио је потписао уносан тромесечни уговор у Катару са клубом Ал Садом, али се након разочаравајућег боравка без гола вратио у Флуминенсе. 21. октобра 2004. отпуштен је из клуба након сукоба са тренером. Напао је и навијача који је на њега бацио шест живих пилића током тренинга. Ромарио се потом вратио да игра за тим у коме је почео, Васко да Гама. Године 2005, са 39 година, Ромарио је постигао 22 гола на бразилском првенству, чиме је по трећи пут постао најбољи стрелац лиге.

### Каснија каријера
Почетком 2006. Ромарио се придружио ФК Мајамију заједно са бившим саиграчем Зињом. Помогао је Мајамију да дође до свог првог плеј-офа УСЛ-1 у историји, постигавши 19 лигашких голова у 25 наступа за тим.
Новопромовисани тим из Шампионатa Минеиро, Тупи, најавио је краткорочни уговор са Ромаријем да игра за тим Јуиз де Фора у Таца Минас. Међутим, Бразилска фудбалска конфедерација је забранила трансфер, тврдећи да је уговор потписан након затварања међународног прелазног рока. Ромарио није дебитовао за клуб, али је учествовао на тренинзима.
Ромарио је потписао уговор са аустралијским А-лигашким клубом ФК Аделејд јунајтед ради гостовања у 5 утакмица. Свој први меч за Аделејд одиграо је 25. новембра 2006. против Централ Коаст Маринерса. Током своје последње утакмице 15. децембра 2006. коначно је постигао гол за Аделејд како би прекинуо оно што су многи сматрали разочаравајућим периодом у клубу. У јануару 2007. потписао је нови уговор са ФК Васко да Гама.

### Хиљадити погодак
Двадесетог маја 2007. Ромарио је постигао хиљадити погодак, изводећи пенал за ФК Васко да Гама против ФК до Ресифе. Бразилска штампа га је прогласила једним од ретких играча који су премашили овај број голова, попут Пелеа и Пушкаша. Хиљадити гол је привукао пажњу бразилске и међународне штампе, а игра је прекинута 20 минута због славља са навијачима. Појавиле су се и контроверзе око истинитости толиког броја голова, јер је Ромариов истраживачки тим бројао његове голове постигнуте у јуниорским такмичењима, пријатељским и незваничним утакмицама.
ФИФА је честитала Ромарију на јубиларном голу, али је саопштено да је он званично на 929 постигнутих голова.
РСССФ је проценио да је његова каријера била 968 голова у 1188 утакмица. Године 2008. Ромарио је издао ДВД са најбољим головима у каријери од укупно 900 голова на диску.
ФК Васко да Гама је открио статуу Ромарија на стадиону Сао Жануарио.

### Играч/менаџер Васко да Гама
Дана 24. октобра 2007, објављено је да ће Ромарио постати привремени менаџер Васка против Клуба Америке из Мексика у реваншу четвртфинала Купа Јужне Америке и да ће такође учествовати на терену као играч. Ромарио, који је тада имао 41 годину, заменио је Целса Рота на месту менаџера Васка да Гаме, а у исто време је играо и меч против Клуба Америке. Председник Васко да Гама Еурико Миранда изјавио је за Глобо онлајн да ће Ромарио бити задужен за тим за меч, али ће то вероватно бити само привремено. Дана 6. фебруара 2008. Ромарио се успротивио Мирандиној интервенцији у избору тима, па је отпуштен, али је остао у клубу као играч.
Дана 4. децембра 2007, Ромарио је објавио да је позитиван на финастерид после меча против Палмеираса 28. октобра. Тврди да је то било у третману против ћелавости; међутим, лек је забрањен јер је средство за маскирање анаболичких стероида.

### Пензионисање и повратак
Дана 5. фебруара 2008, Ромарио је објавио да се повлачи и из играчког и тренерског посла. Овај потез дошао је помало неочекивано, пошто су навијачи очекивали да ће се повући из игре, али не и тренерске. Јасно је ставио до знања да ће се концентрисати само на ФИФА Куп конфедерација и помагање на Светском првенству у фудбалу 2014. године. Међутим, 27. марта, Ромарио је негирао да се пензионисао.
Ромарио је 15. априла 2008. на представљању ДВД-а најавио да ће се повући из фудбалске игре. Он је навео своју тежину као главни фактор у његовој одлуци да се повуче из игре. Ромарио је више од две деценије играо за многе клубове који су се простирали на пет континената. Постигао је 71 гол у 85 наступа за Бразил (укључујући наступе и голове на Олимпијским играма) и тврдио је да је постигао преко 1.000 клупских голова. Ромарио је званично најавио да се повлачи из играња, рекавши:
Званично више не играм. Ја сам стао. Моје време је истекло. Све је било јако забавно.
У августу 2009, Ромарио је најавио да ће изаћи из пензије и играти за Америку из Рио де Жанеира . Он је навео да ће играти за клуб како би испунио жеље свог покојног оца. Датума 25. новембра 2009. Ромарио се вратио и у игру је ушао у 68. минуту на мечу између Америке и Артсула, заменивши Адријана . Иако није постигао гол, Америка је победила са 2-0, што је помогло клубу да освоји титулу у Другој дивизији шампионата Кариоке.

### Међународна каријера
Као члан бразилске репрезентације, Ромарио је освојио сребрну олимпијску медаљу у Сеулу 1988. године, и био је најбољи стрелац са седам голова у шест мечева. Добио је статус националног хероја на Купу Америке 1989. године пошто је постигао једини гол у финалу против Уругваја да би прекинуо дуг низ бразилских неуспеха пред својим навијачима на Маракани. Био је део репрезентације Бразила на светским првенствима 1990. и 1994. године. Постигао је 71 гол у 85 међународних утакмица (укључујући сениорске и олимпијске тимове), и био је четврти стрелац у историји бразилског тима.

### Светско првенство 1990.
Ромарио је био једна од звезда о којима се највише причало уочи Светског првенства 1990. у Италији, али је задобио тешку повреду три месеца пре великог старта. Упркос томе што је учинио све да се опорави на време и био награђен местом у тиму, његов недостатак кондиције значио је да је био ограничен на само 66 минута у једном мечу, против Шкотске. Бразил је елиминисан у осмини финала од ривала Аргентине.

### Светско првенство 1994.
Године 1992, током Ромаријеве успешне сезоне у ПСВ Ајндховену, позван је у национални тим за пријатељску утакмицу против Немачке 16. децембра 1992. у Порто Алегреу. – Рио Гранде до Сул, Бразил. Тренер Карлос Алберто Пареира оставио је Ромарија као резерву, након чега је изразио незадовољство рекавши да не би дошао из Холандије да је знао да неће играти. Ове изјаве су довеле до тога да Пареира избаци Ромарија из бразилског тима.
Бразил је одиграо првих седам мечева у квалификацијама за Светско првенство 1994. без Ромарија и претрпео је први пораз икада у квалификацијама за Светско првенство против Боливије. Његово искључење изазвало је талас негодовања, а новинари и навијачи позвали су на његов повратак у тим. Бразил је морао да победи или изједначи против Уругваја на стадиону Маракана да би завршио као први у својој групи. Пареира је пред меч против Уругваја одустао и позвао Ромарија. Још у свом вољеном дресу са бројем 11, пре утакмице, Ромарио је изјавио: „Већ знам шта ће се десити: Завршићу Уругвај“. Бразил је победио 2-0, а Ромарио је постигао оба гола и пласирао се на Светско првенство. Пареира је после тога прокоментарисао: „Бог је послао Ромарија на Маракану“.
На Светском првенству 1994. одржаном у Сједињеним Америчким Државама, Ромарио се удружио са Бебетом у нападу како би своју земљу довео до рекордне четврте титуле на Светском првенству.  Ромарио је постигао пет голова на турниру: по један у сваком од три меча првог кола, против Русије, Камеруна, и током меча против Шведске. Један је постигао против Холандије у четвртфиналу; и победнички ударац главом против Шведске у полуфиналу.
Ромарио је такође асистирао Бебету код јединог гола на мечу против САД у Сан Франциску за елиминациони меч осмине финала. Иако се није уписао у записник у финалу у Лос Анђелесу против Италије, утакмици одиграној у жестокој врућини која се завршила нерешеним резултатом, реализовао је други пенал Бразила у распуцавању, који је завршио победом 3-2 за Бразил.  Ромарио је освојио Златну лопту Светског првенства као најкориснији играч турнира, а проглашен је и за Ол-стар тим Светског купа. Ромарио је такође последњи играч који је освојио Златну лопту и Светско првенство на истом турниру.
Џере Лонгман из Њујорк тајмса описао га је као „мало понизности, пуно талента“, Ромарио је захтевао место до прозора у тимском авиону и одбио је да седне поред Бебета. Међутим, придружио се Бебету на једној од најпознатијих слика на турниру. Након што је Бебето постигао гол против Холандије у Даласу, његова прослава гола изазвала је насловне стране широм света када је почео да љуља замишљену бебу – његова супруга је родила њихово треће дете само неколико дана пре тога – а Ромарио (и Мазинхо ) су се затим придружили Бебету у љуљању.

### Ро-Родуо
У наредним годинама, Ромарио је, заједно са колегом бразилским нападачем Роналдом, формирао нападну комбинацију, која се колоквијално називала Ро-Ро дуо. Прва титула коју су нападачи освојили док су играли заједно у првој линији била је Копа Америка 1997. у Боливији где су постигли укупно осам голова. Касније, у децембру 1997, сваки од њих је постигао по један хет-трик у победи од 6-0 против Аустралије у финалу ФИФА Купа конфедерација 1997. године. Ромарио је завршио турнир као најбољи стрелац са седам голова, док је Роналдо дао четири. Само 1997. године, двојац је постигао импресивних укупно 34 интернационална гола, од којих је 19 постигао Ромарио. Очекивало се да ће Ро-Ро напад бити главна тема предстојећег Светског првенства у Француској.

### Одсуство са Светског првенства 1998. и 2002.
Ромарио је изостављен из списка репрезентативаца за Светско првенство 1998. Лекарски прегледи су открили да је имао повреду мишића, и био је на интензивном лечењу уочи турнира, али се није потпуно опоравио и отпуштен је на дан истека рока за пријаву селекције за Светско првенство. Непосредно након што је одлука објављена, Ромарио је одржао конференцију за новинаре на којој се расплакао рекавши да је „ово за мене веома тужно, велико разочарење. Ово је веома тежак тренутак у мом животу.“ Бразил је изгубио финале Светског првенства од домаћина Француске.
Пре Светског првенства 2002, Ромарио, старости 36 година, био је у прилично доброј форми док је играо за Васка да Гаму, али га је тренер Луиз Фелипе Сколари још једном изоставио из националног тима због недисциплине. Последњи инцидент се догодио када се повукао из репрезентације Бразила за Копа Америка 2001. у Колумбији. Рекао је Сколарију да је на операцији ока, али је играо пријатељске утакмице за Васка да Гаму у Мексику и уместо тога отишао на одмор. Ромарио је одржао телевизијску конференцију за новинаре на којој је изнео свој аргумент и извинио се, бризнувши три пута у плач, иако је рекао да се не сећа да је урадио или рекао било шта против менаџера и играча. Дописник Би-Би-Си -ја за јужноамерички фудбал Тим Викери назвао је Ромаријеву конференцију за новинаре „бизарном“ и известио да постоје „све веродостојније гласине“ да су „старији играчи тражили од Сколарија да не позива ветерана нападача“. Сколари је био непоколебљив и није га изабрао, рекавши пре него што је његов тим објавио да је искључење Ромарија „техничко и тактичко“. После саопштења, рекао је да је то последица Ромариовог повлачења са Копа Америке: „Људи заборављају детаље, али ја не. Умало да сам добио отказ из репрезентације после [Копа Америке]“. (Бразил је у четвртфиналу поражен од Хондураса). Без учешће Ромарија, Бразил је освојио Светско првенство по пети пут.

### Последња утакмица за Бразил
Дана 27. априла 2005, Ромарио је одиграо последњу утакмицу са репрезентацијом Бразила у пријатељској и слављеничкој утакмици у Сао Паулу. Носио је капитенску траку и постигао други гол у победи Бразила против Гватемале резултатом 3-0. Након завршетка играчке каријере у Бразилу, Ромарио је успешно водио кампању да Бразил добије статус домаћина за Светско првенство у фудбалу 2014.

### Одбојка и фудбал на песку
Од 1990-их Ромарио је играо одбојку, играјући са пријатељима на разним турнирима. 2006. освојио је VIP Footvolley.net  Опен у Мајами Бичу, САД; и био је вицешампион на Светском првенству у одбојци у фудбалу у Рио де Жанеиру 2011. Такође игра фудбал на песку и представљао је Бразил (освојио бронзану медаљу) на Светском првенству у фудбалу на песку 2005.

## Стил игре
Ромарио се сматра једним од највећих и најплоднијих нападача свих времена. Његов тренер у Барселони, Јохан Кројф, дефинисао га је као генија за простор гола, као и као највећег играча којег је икада тренирао. Његов бразилски сународник Роналдо, који је играо са њим у раној каријери, рекао је: „Ромарио је био најодлучнији играч са којим сам играо, био је сјајан голгетер, финишер, вешт, опортуниста. Мислим да сам све то научио од њега“. Италијански плејмејкер Роберто Бађо рекао је да је „Ромарио један од највећих играча свих времена. Он је мајстор уметности у казненом простору“, став који је поновио Паоло Малдини са „Ромарио је био невероватан у казненом простору.“ Дијего Марадона о томе ко је био најбољи играч кога је икада видео да игра, "То је између Ромарија и ван Бастена". Ромарио је већи део своје клупске и међународне каријере носио мајицу са бројем 11, што је инспирисало Нејмаров број на Сантосу (такође је носио број 11 за Барселону).
Заједно са још двојицом ФИФА награда за најбољег играча године, бразилским сународником Роналдом и либеријском звездом Џорџом Веом, Ромарио је током 1990-их био виђен као нова врста нападача који је такође деловао ван казненог простора пре него што је трчао са лоптом ка голу, са бивши француски нападач Тијери Анри изјавио; „Роналдо је заједно са Ромаријем и Џорџом Веом поново осмислио позицију центарфора. Они су први испали из шеснаестерца да би покупили лопту у средини терена, пребацили се на бокове, привукли и дезоријентисали централне дефанзивце својим трчањима, убрзањима, дриблингом.“ Познат по надимку Baixinho (на португалском за „Мали“ или „Шорти“), Ромарио је био изузетно агилан играч, који је имао одличну равнотежу на лопти и значајну снагу упркос свом малом расту, што га је чинило посебно ефикасним у скученим просторима. казнени простор, и омогућио му да задржи посед лопте када је под притиском већих играча; његово ниско тежиште и брзи налети убрзања омогућили су му да надмаши противнике на кратким удаљеностима и побеђује одбрамбене играче изненадним окретима или променама темпа, док су његова техника и способност завршавања омогућили да постиже широк спектар бројних голова, укључујући голове моћних и тачни ударци из првог пута – нарочито кроз његове заштитне ударце прстима са малим повратним подизањем – или чак од испуцаних удараца. Његове вештине контроле лопте и дриблинга су га довеле до тога да користи сложене финте, као што су: превлачење лопте око одбрамбеног играча без да му напусти ногу, и флип флап.
Иако је могао да делује ван казненог простора у трчању из дубине, Ромарио је изградио репутацију изузетно опортунистичке „ловокрадице“ у казненом простору. Био је познат по својој фудбалској интелигенцији, офанзивном кретању и осећају за позицију, као и по способности да пронађе простор у области и изгуби своје маркере касним трчањима. Поред тога што је постигао голове, био је познат и по својој брзини, као и по креативности и визији, што му је дало могућност да се повезује са саиграчима и даје асистенције. То му је омогућило да формира многа запажена нападачка партнерства са другим плодним, технички надареним нападачима, као што су Стоичков (у Барселони), Едмундо (у Васцо да Гама), Еулер (Васко да Гама) и Бебето и Роналдо (са Бразилом). Међутим, упркос његовом таленту, Ромарио је такође био критикован због превише отворености и због лошег рада током своје каријере, посебно због своје гласовне несклоности тренирању. Што се тиче његове радне брзине и начина живота ван терена, Родриго Орихуела из Гардијана је 2007. изјавио: „Ромарио никада није био превише посвећен спортиста и увек је имао прилично опуштен приступ тренингу. 'Ноћ је увек била мој пријатељ. Када изађем, срећан сам, а када сам срећан дајем голове“, рекао је једном приликом.“

### Медији и спонзорство
Ромарио се појављивао у рекламама за спортску компанију Најк. Године 1998. глумио је у Најк реклами постављеној на аеродрому са бројним звездама бразилске репрезентације, укључујући Роналда и Роберта Карлоса. Ромарио се појављује у серији видео игара ЕА Спортс ФИФА; био је укључен у ФИФА 14 Ultimate Team Legends.

## Политичка каријера
На општим изборима 2010. године, Ромарио је изабран у Представнички дом на листи Бразилске социјалистичке партије. Био је шести кандидат за посланика по броју гласова у Рио де Жанеиру.
Он је своју политичку агенду супротставио Светском првенству у фудбалу 2014. у Бразилу, осудивши тај догађај као уроњени у корупцију и прање новца. Такође је изразио неслагање са Шоном Килијем, Рикардом Тешеиром, Жеромом Валкеом и Сепом Блатером . Он је једна од различитих личности које тврде да је одржавање Светског првенства у фудбалу 2018. „украдено” из Енглеске и продато Русији у делу скандала ФИФА 2011.
Дана 19. фебруара 2014, Ромарио је најавио да ће се кандидовати за бразилски сенат на општим изборима 2014, а одлука је званично потврђена у јуну. Дана 5. октобра, Ромарио је изабран у Сенат са највише гласова које је икада добио кандидат који представља државу Рио де Жанеиро.
У јуну 2017, Ромарио је напустио ПСБ и придружио се Подемосу, поставши председник странке у држави Рио де Жанеиро. У марту 2018, Ромарио је најавио да се кандидује за гувернера Рио де Жанеира на општим изборима у Бразилу као кандидат центристичке партије Подемос. Ромарио је завршио на четвртом месту, са 8,6% важећих гласова.
У априлу 2021, Ромарио је поново променио странке, у Либералну партију. У октобру је јавно подржао председника Бразила Жаира Болсонара и критиковао претходну администрацију Луиза Инасија Луле да Силве.

## Лични живот
Његов син Ромарињо је такође играо за Васко да Гаму у оквиру Серија А Бразила у фудбалу.

## Признања
- Јохан Кројф га је описао као „генија фудбалског терена“.[61]
- Бивши аргентински репрезентативац Дијего Марадона, у својој аутобиографији „Ја сам Ел Дијего“, рекао да није видео нападача као он, напомињући да би Ромарио био у његовом дрим-тиму свих времена.
- Роберто Бађо је рекао: „Ромарио је један од највећих играча свих времена. Има добру технику и он је господар уметности шеснаестерца.[95]
- Михаел Лаудруп је рекао да је Ромарио његов омиљени саиграч у нападу током целе каријере. „Нико није могао да искористи моја додавања на начин на који је он то чинио.“
- Гери Невил: „Ромарио је вероватно највећи играч против којег сам икад играо.“